# Örnek (Ornament)

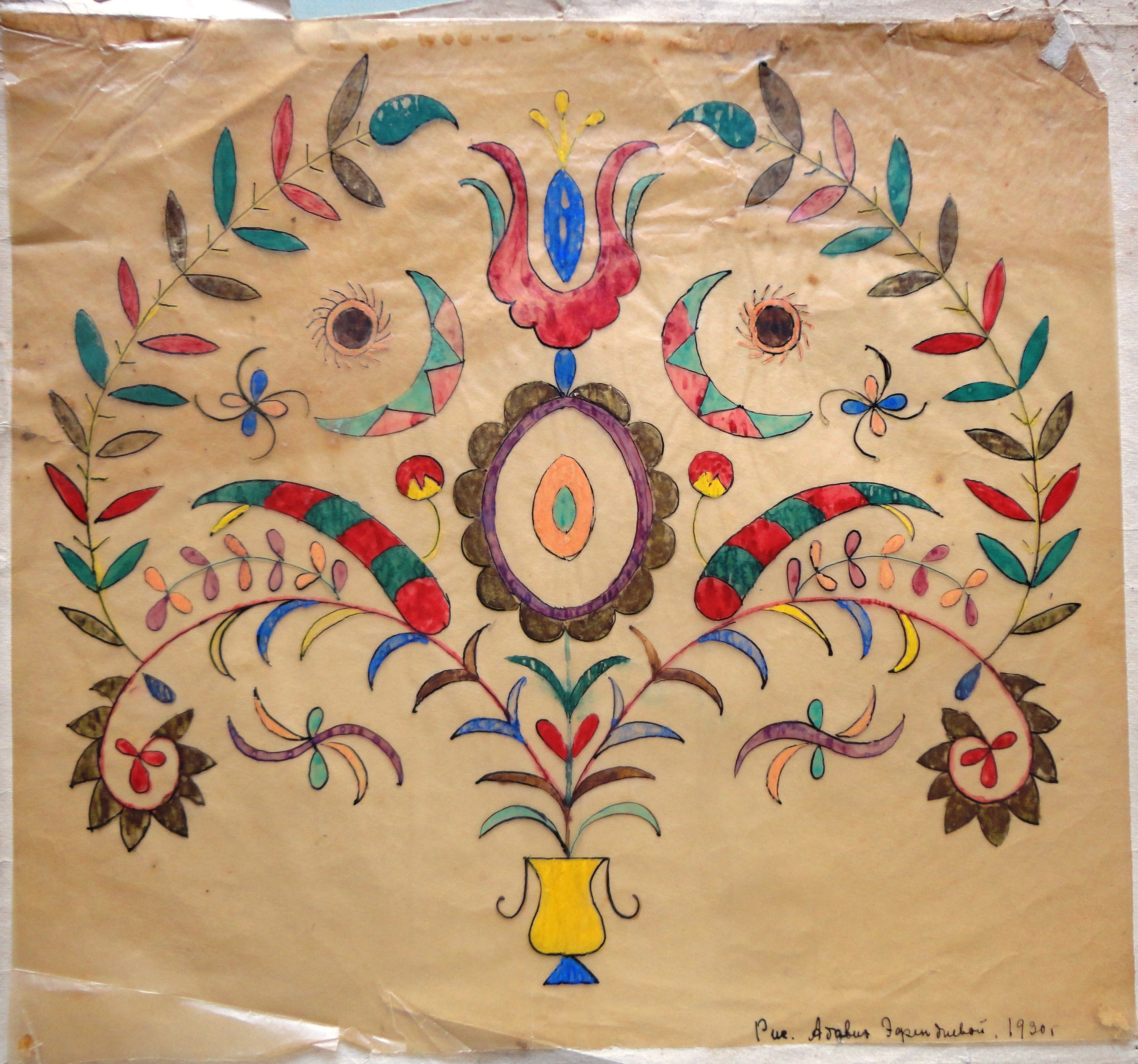
Das Efendiwa-Muster

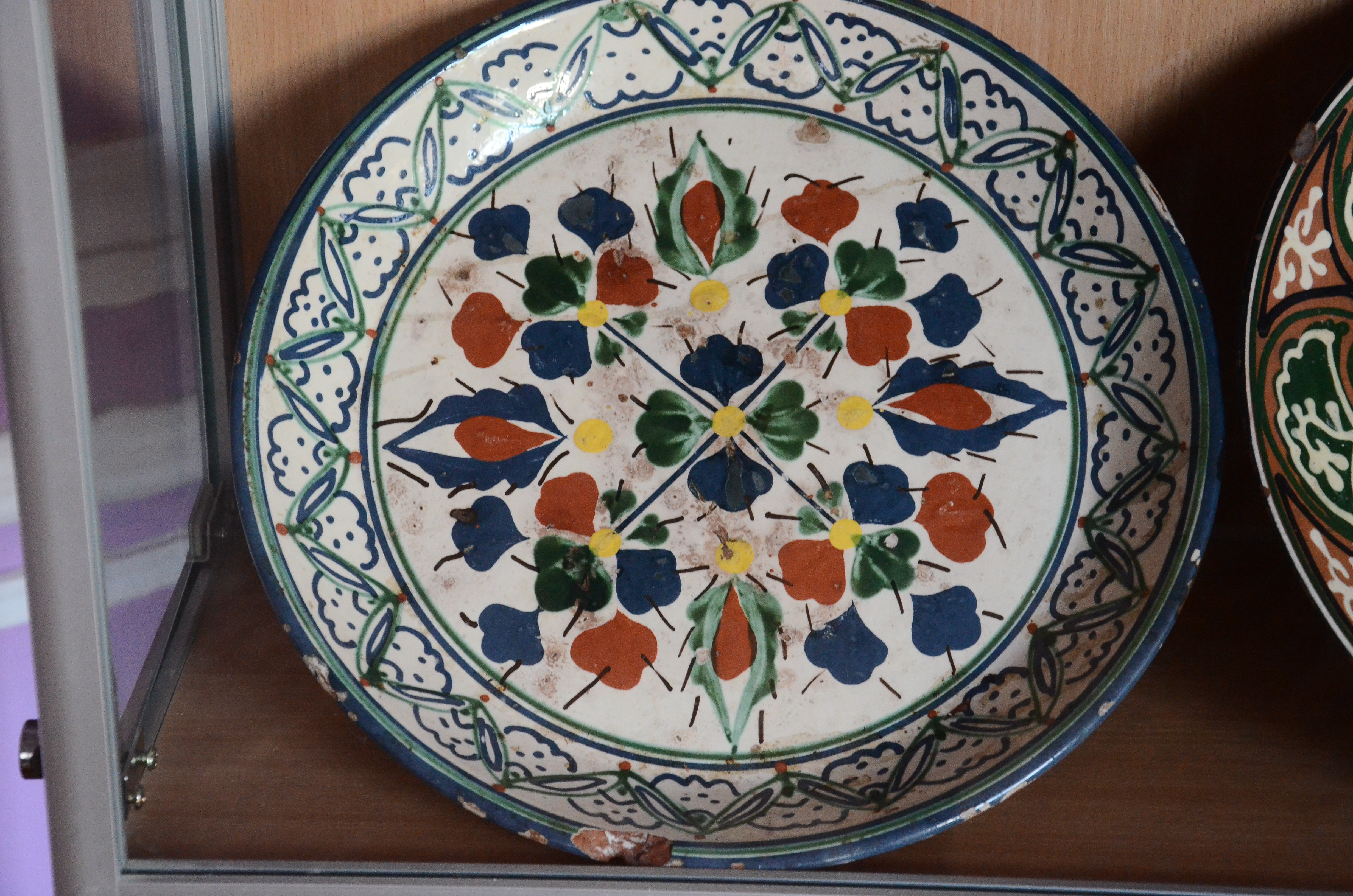
Teller aus dem Derwisch-Kloster in Jewpatorija

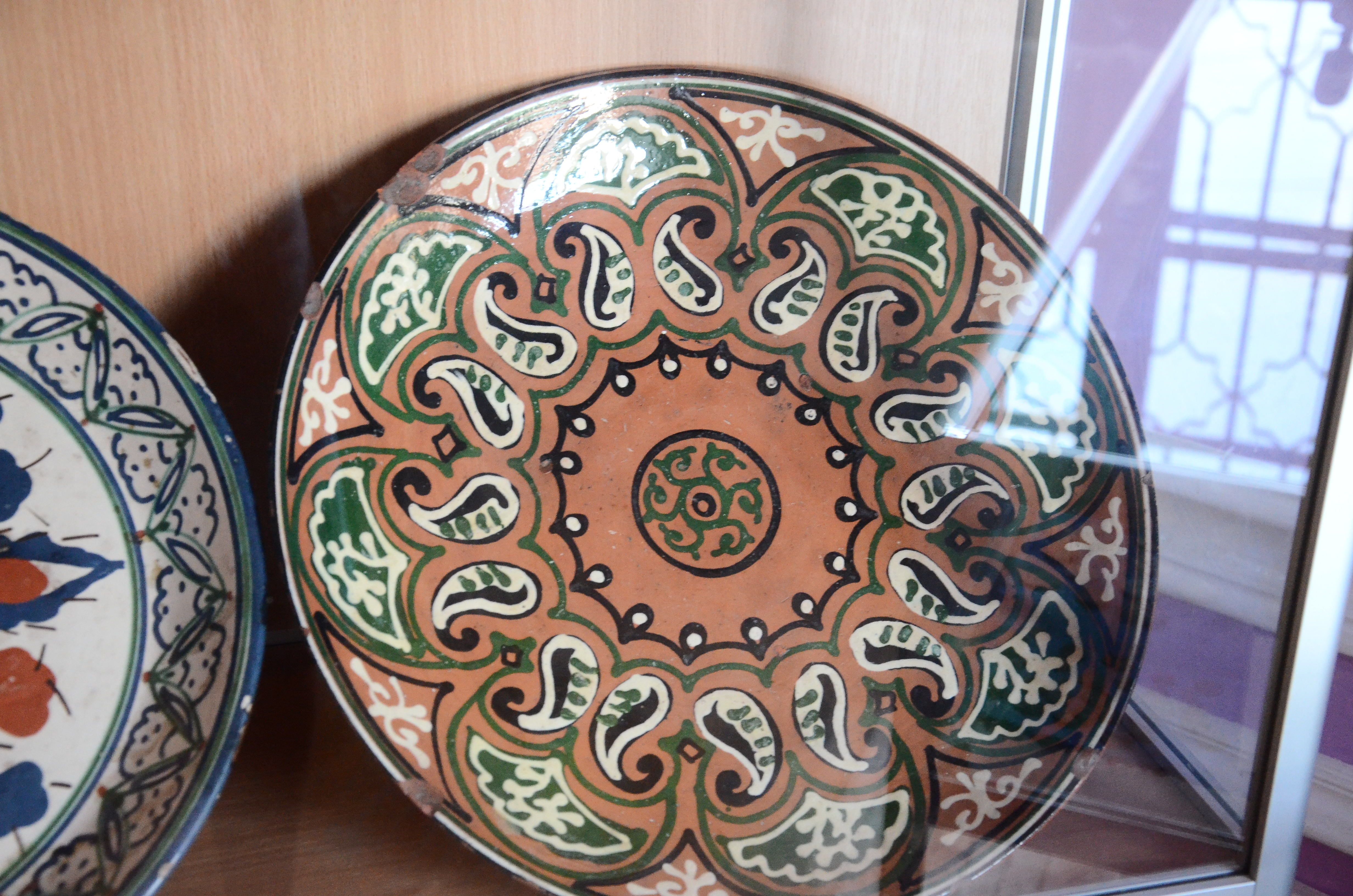
Teller aus dem Derwisch-Kloster in Jewpatorija

Örnek ist ein traditionelles Ornamente-System der Krimtataren und eine ihrer ältesten kulturellen Errungenschaften. Im Jahr 2021 wurden Örnek und das Wissen darüber auf Antrag der Ukraine in die Repräsentative Liste des immateriellen Kulturerbes der Menschheit der UNESCO aufgenommen.

## Beschreibung
Örneks enthalten kleine, zu narrativen Kompositionen zusammengefasste Elemente überwiegend pflanzlicher und geometrischer Natur, die symmetrisch und asymmetrisch angeordnet sind. Die häufigsten Motive sind Blumen und Bäume in den Farbtönen Rosa, Grün, Gelb und Blau.
Das System besteht aus 35 Symbolen mit jeweils einzigartiger Bedeutung und Konnotation zu Menschen in verschiedenen Stadien des Lebens. Der UNESCO-Eintrag führt aus:

„[...] symbolisiert eine Rose eine verheiratete Frau, eine Pappel oder Zypresse symbolisiert einen erwachsenen Mann, eine Tulpe symbolisiert einen jungen Mann und eine Mandel symbolisiert eine unverheiratete Frau oder ein unverheiratetes Mädchen. Eine Nelke symbolisiert einen älteren Menschen, Weisheit und Lebenserfahrung.“

Diese Symbole werden auch als Schutzzauber verstanden. Die Kombination verschiedener Symbole erzeugt neue Bedeutungen.
Die Ornamente, die bewusst zum Ausdruck spezieller Bedeutungen ausgewählt werden können, werden zur Dekoration der Nationalkleidung, von Schuhen und Kopfbedeckungen sowie bei Schmuck, auf Keramik- und Metallgeschirr, Holzprodukten, Haushaltsgeräten, Möbeln und bei Teppichen verwendet.
Die Kenntnisse und Fertigkeiten des Entwerfens und der Herstellung werden in professionellem und familiärem Umfeld sowie durch Schulen und Universitäten tradiert.

## Rezeption
Im Februar 2018 wurde Örnek in die Nationale Liste des immateriellen Kulturerbes der Ukraine aufgenommen.
Die Ornamentik wurde daraufhin als Element des immateriellen Kulturerbes der Ukraine auch in die vorläufige Liste der UNESCO für seine mögliche Aufnahme in die repräsentative Liste des immateriellen Kulturerbes der Menschheit eingetragen.
Am 16. Dezember 2021 wurde Örnek offiziell in das immaterielle UNESCO-Kulturerbe aufgenommen.
Die Nominierung von „Örnek – krimtatarisches Ornament“ war eine langfristige Initiative der krimtatarischen Öffentlichkeitsorganisation „Alem“.